# Accapareurs
Les accapareurs sont ceux qui, pendant la Révolution française, l'Empire, et plus largement, tous les régimes en guerre, sont accusés d'entasser des produits de consommation et de les conserver pour réaliser des profits importants par suite de la raréfaction des denrées et donc de la hausse des prix.
Votée le 26 juillet 1793, la loi sur l'accaparement prévoit jusqu'à la peine de mort pour les commerçants qui ne feraient pas la déclaration de leur stock de denrées de première nécessité.
Le gouvernement révolutionnaire, hostile dans son ensemble à l'économie dirigée, ne manifeste pas un grand zèle pour faire appliquer la loi, laissée à la discrétion des municipalités et des sections.
Les fournisseurs militaires sont, quant à eux, appelés les munitionnaires d'État.